# Larmorova precese
Larmorova precese je pohyb (stáčení) magnetického vektoru částice působením vnějšího magnetického pole.

## Popis

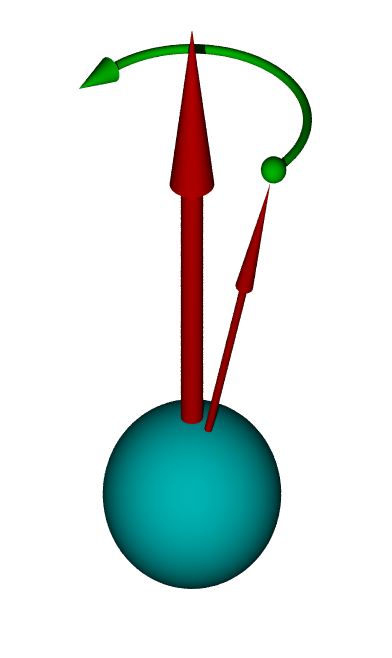
Precese vektoru

Předpokladem vzniku precese je fakt, že částice má elektrický náboj a tudíž svůj magnetický moment a tento moment svírá nenulový úhel s vektorem vnějšího pole. V důsledku působení vnějšího magnetického pole pak bude magnetický moment částice opisovat kuželovou plochu s vrcholovým úhlem 2{\displaystyle \theta } s frekvencí {\displaystyle \omega }.
Magnetické pole vyvíjí kroutící moment na magnetický moment částice:[zdroj?]
{\displaystyle {\vec {\tau }}={\vec {\mu }}\times {\vec {B}}=\gamma {\vec {J}}\times {\vec {B}}}
kde {\displaystyle {\vec {\tau }}} je kroutící moment, {\displaystyle {\vec {\mu }}} magnetický dipólový moment, {\displaystyle \gamma } gyromagnetický poměr, {\displaystyle {\vec {J}}} vektor momentu hybnosti, {\displaystyle {\vec {B}}} vnější magnetické pole.
Larmorova precese částice s nábojem ve vnějším magnetickém poli je podobná precesi klasického nakloněného gyroskopu ve vnějším gravitačním poli, jakým je např. točící se nakloněná dětská hračka – káča nebo je podobná precesi zemské osy.

Precese gyroskopu
precese zemské osy

## Larmorova frekvence
Frekvence precesního pohybu magnetického momentu částice se nazývá Larmorova frekvence a je závislá na intenzitě vnějšího magnetického pole (T, Tesla) a typu atomového jádra vyjádřeného gyromagnetickým poměrem.
{\displaystyle \omega =-\gamma \cdot B}
kde {\displaystyle \omega } je frekvence otáčení, {\displaystyle \gamma } gyromagnetický poměr, {\displaystyle B} intenzita magnetického pole.

## Význam
Interakci atomových jader s nenulovým spinem s vnějším magnetickým polem využívá např. metoda nukleární magnetické rezonance (NMR spektroskopie), která se používá ke zkoumání struktury látek.

## Joseph Larmor
Sir Joseph Larmor (11. července 1857 – 19. května 1942) byl britský fyzik a matematik, člen Královské společnosti v Londýně a Francouzské akademie věd. Zabýval se mj. termodynamikou a elektrodynamikou. V roce 1919 vyslovil předpoklad, že magnetická pole slunečních skvrn jsou vyvolávána dynamovým mechanismem, udržovaným pohyby plynů v blízkosti slunečního povrchu.
Jevy spojené s chováním částic s magnetickým momentem ve vnějším magnetickém poli byly nazvány na jeho počest.